# Beočin
Beočin (cyr. Беочин) – miasto w Serbii, w Wojwodinie, w okręgu południowobackim, siedziba gminy Beočin. W 2011 roku liczyło 7839 mieszkańców.